# Kruokkenjaure
Kruokkenjaure är en sjö i Arjeplogs kommun i Lappland och ingår i Piteälvens huvudavrinningsområde. Sjön har en area på 0,501 kvadratkilometer och ligger 477,4 meter över havet.

## Delavrinningsområde
Kruokkenjaure ingår i det delavrinningsområde (734254-163912) som SMHI kallar för Utloppet av Kruokkenjaure. Medelhöjden är 495 meter över havet och ytan är 2,73 kvadratkilometer. Det finns inga avrinningsområden uppströms utan avrinningsområdet är högsta punkten. Vattendraget som avvattnar avrinningsområdet har biflödesordning 2, vilket innebär att vattnet flödar genom totalt 2 vattendrag innan det når havet efter 182 kilometer. Avrinningsområdet består mestadels av skog (68 procent). Avrinningsområdet har 0,48 kvadratkilometer vattenytor vilket ger det en sjöprocent på 17,4 procent.